# Faxe Bryggeri
Faxe Bryggeri är ett bryggeri i Faxe på Själland i Danmark. Bryggeriet grundades 1901 och är Danmarks tredje största efter Carlsberg och Tuborg. Eftersom de båda största bryggerierna framhåller att de är leverantörer till det danska hovet kallar sig Faxe för leverantör till det danska folket. Faxe är traditionellt störst bland den danskbryggda öl som säljs i Sverige, eftersom Carlsberg- och Tuborg-öl som säljs i Sverige är bryggt i Sverige. Faxe brygger främst ljust lageröl av dansk pilsnertyp. Kända ölsorter är Faxe Fad (mellanöl) och Faxe Export (starköl). Bryggeriet tillverkar även läsk och mineralvatten.
Efter en fusion med Ceres 1989 ingår Faxe i koncernen Royal Unibrew. Sedan 2000 ingår även Albani Bryggeri i koncernen.